# Jennifer Rush
Jennifer Rush, nome d'arte di Heidi Stern (New York, 28 settembre 1960), è una cantante statunitense, conosciuta a livello internazionale per la canzone The Power of Love del 1985.

## Biografia
Nata il 28 settembre 1960 a New York, passò la sua giovinezza tra New York e la Germania. Registrò il suo primo album Heidi Stern nel 1979, non ottenendo però molto successo.
Nel 1982 tornò a Wiesbaden, in Germania, con suo padre, Maurice Stern, cantante d'opera, cercando di iniziare una carriera come solista. Negli anni seguenti scalò le classifiche europee con canzoni come 25 Lovers, Flames of Paradise, Ring of Ice, Destiny, If You're Ever Gonna Lose my Love e I Come Undone.
Il suo singolo The Power of Love fu un successo nel 1985 in Inghilterra e venne inserito nel Guinness dei primati come "il singolo più venduto da una solista nella storia dell'industria musicale inglese" ("the best selling single by a female solo artist in the history of the British music industry"). Mantenne questo record fino al 1992, battuto da Whitney Houston con la canzone I Will Always Love You.
Numero 1 in molte classifiche, il brano negli Stati Uniti raggiunse solo la posizione numero 57 della Hot 100 Chart del magazine Billboard nel 1990.
Due anni dopo la cantante Laura Branigan fece una reinterpretazione della canzone, portandola nella Top 40 statunitense, ed in seguito, nel 1994, Céline Dion le fece raggiungere la prima posizione.
L'album Heart Over Mind del 1987, con testi scritti da Desmond Child e Michael Bolton e chitarre di Richie Sambora, la portò finalmente nella Top 40 statunitense con la canzone Flames of Paradise, grazie anche al duetto con Elton John.
Nonostante la sua carriera le abbia portato grandi vendite in Spagna ed Inghilterra, venne però pressoché ignorata in patria. In Europa i suoi successi invece continuarono, specialmente in Germania.
Nel 2006 si è trasferita a Londra e nel 2007 ha pubblicato un boxset con i singoli pubblicati dal 1982 al 1991.
Nel 2010 ha pubblicato l'album Now Is the Hour, decimo album in studio e primo disco con materiale originale dopo vent'anni.

## Discografia
Album 
- Heidi Stern (1979)
- Jennifer Rush (1984, Columbia/Sony Music)
- Movin' (1985, Columbia/Sony Music)
- Heart over Mind (1987, Columbia/Sony Music)
- Passion (1988, Columbia/Sony Music)
- Wings of Desire (1989, Columbia/Sony Music)
- The Power of Jennifer Rush (1991, CBS Records, raccolta)
- Jennifer Rush (1992, EMI)
- Out of My Hands (1995, EMI)
- Credo (1997, EMI)
- Classics (1998, Virgin Records)
- Stronghold - The Collector's Hit Box (2007, Sony BMG)
- Now Is the Hour (2010, Ariola)